# Carlo Alberto Salustri

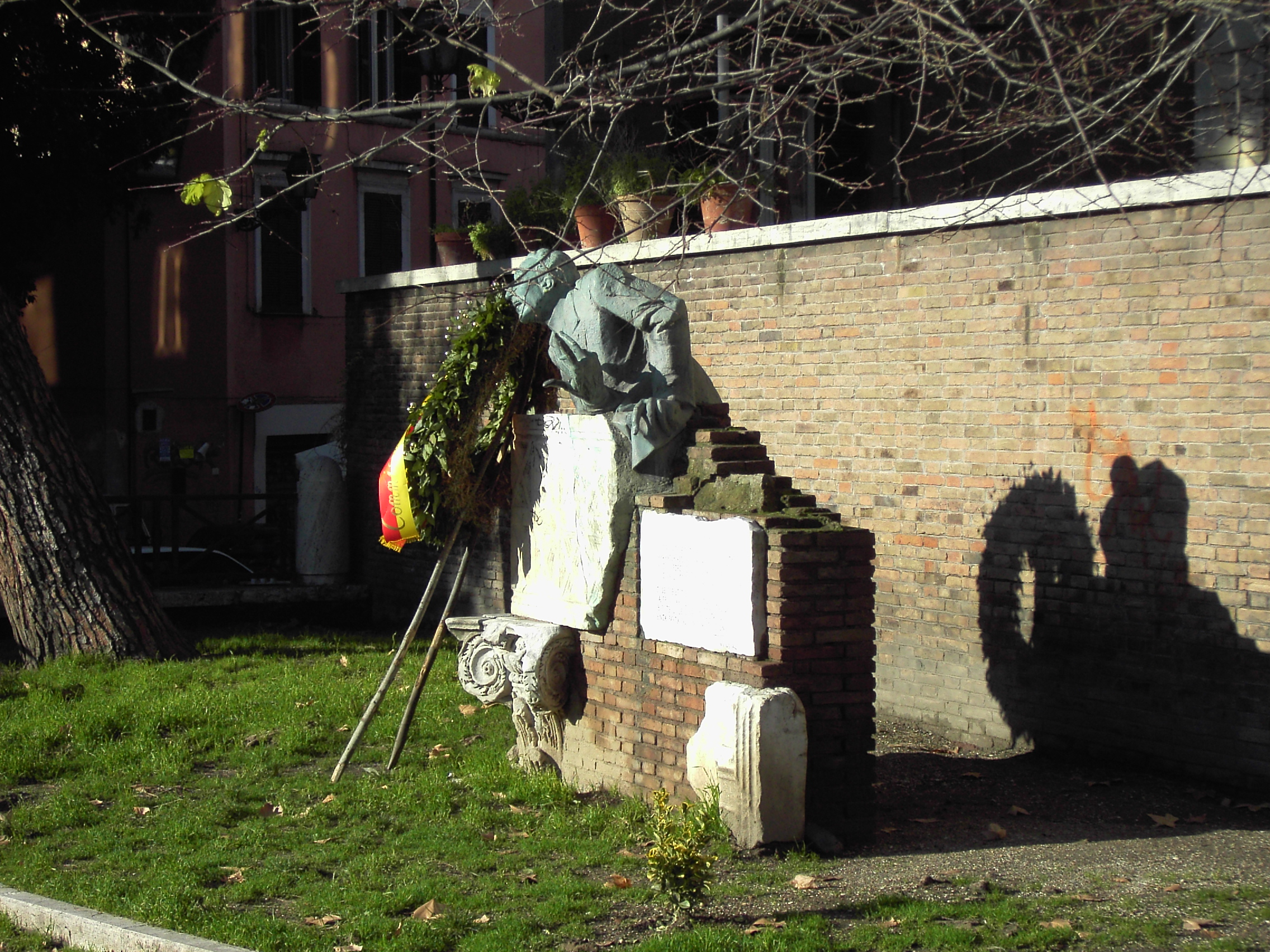
Pomnik poety na Zatybrzu

Carlo Alberto Salustri znany jako Trilussa (ur. 26 października 1873 w Rzymie, zm. 21 grudnia 1950 tamże) – włoski poeta.
Znany z humorystycznych utworów, często komentujących życie polityczne. Tworzył w dialekcie rzymskim. Pseudonim Trilussa jest anagramem prawdziwego nazwiska.
1 grudnia 1950 prezydent Luigi Einaudi w uznaniu zasług literackich i artystycznych mianował go senatorem dożywotnim.

## Niektóre zbiory poezji
- Favole romanesche (1901)
- Cento favole (1934)